# Salvatore Schillaci
Salvatore Schillaci (1. prosinec 1964 Palermo – 18. září 2024 tamtéž) byl italský fotbalový útočník. Byl známý pod přezdívkou Totò. Díky jeho šesti brankám na MS 1990 získala Itálie bronzovou medaili. Na turnaji vyhrál tabulku střelců, byl vyhlášen nejlepším hráčem turnaje. Ve stejném roce skončil v anketě o Zlatý míč na 2. místě.

## Klubová kariéra
Je odchovancem klubu AMAT Palermo, od roku 1982 hrál profesionálně za Messinu. V sezoně 1988/89 nastřílel 23 branek a po sezoně přestoupil za 6 miliard lir do Juventusu, s nímž vyhrál v sezóně 1989/90 Pohár UEFA. V roce 1992
přestoupil za 8,5 miliard lir do Interu se kterým získal v sezóně 1993/94 pohár UEFA, byť v té době již nehrával pravidelně. Kariéru zakončil v japonském klubu Júbilo Iwata, s nímž získal v roce 1997 mistrovský titul.

## Další aktivity
Fotbalovou kariéru ukončil v roce 1999. Provozuje v rodném Palermu fotbalovou akademii, zasedal také v městské radě za hnutí Forza Italia. Hrál také menší role ve filmech a televizních seriálech, Ken Loach ho obsadil do role šéfa mafie. V Austrálii byl po něm pojmenován dostihový kůň Schillaci.

## Osobní život
Ze dvou manželství má tři děti. Od roku 2022 bojoval s rakovinou tlustého střeva. Zemřel 18. září 2024 v nemocnici v rodném Palermu.

## Hráčská statistika
| Sezóna  | Klub         | Liga      | Liga   | Liga | Ligové poháry | Ligové poháry | Ligové poháry | Kontinentální poháry | Kontinentální poháry | Kontinentální poháry | Celkem | Celkem |
| Sezóna  | Klub         | Soutěž    | Zápasy | Góly | Soutěž        | Zápasy        | Góly          | Soutěž               | Zápasy               | Góly                 | Zápasy | Góly   |
| ------- | ------------ | --------- | ------ | ---- | ------------- | ------------- | ------------- | -------------------- | -------------------- | -------------------- | ------ | ------ |
| 1982/83 | Messina      | Serie C2  | 26     | 3    | -             | 0             | 0             | -                    | 0                    | 0                    | 26     | 3      |
| 1983/84 | Messina      | Serie C1  | 26     | 4    | -             | 0             | 0             | -                    | 0                    | 0                    | 26     | 4      |
| 1984/85 | Messina      | Serie C1  | 31     | 4    | -             | 0             | 0             | -                    | 0                    | 0                    | 31     | 4      |
| 1985/86 | Messina      | Serie C1  | 31     | 11   | IP            | 6             | 1             | -                    | 0                    | 0                    | 37     | 12     |
| 1986/87 | Messina      | Serie B   | 33     | 3    | IP            | 3             | 2             | -                    | 0                    | 0                    | 36     | 5      |
| 1987/88 | Messina      | Serie B   | 37     | 13   | IP            | 5             | 2             | -                    | 0                    | 0                    | 42     | 15     |
| 1988/89 | Messina      | Serie B   | 35     | 23   | IP            | 4             | 2             | -                    | 0                    | 0                    | 39     | 25     |
| 1989/90 | Juventus     | Serie A   | 30     | 15   | IP            | 8             | 2             | UEFA                 | 12                   | 4                    | 50     | 21     |
| 1990/91 | Juventus     | Serie A   | 29     | 5    | IP+IS         | 5+1           | 0             | PVP                  | 7                    | 3                    | 42     | 8      |
| 1991/92 | Juventus     | Serie A   | 31     | 6    | IP            | 9             | 1             | -                    | 0                    | 0                    | 40     | 7      |
| 1992/93 | Inter        | Serie A   | 21     | 6    | IP            | 2             | 1             | -                    | 0                    | 0                    | 23     | 7      |
| 1993/94 | Inter        | Serie A   | 9      | 5    | IP            | 1             | 0             | UEFA                 | 3                    | 0                    | 13     | 5      |
| 1994    | Júbilo Iwata | J1 League | 18     | 9    | CP+JP         | 1+4           | 0+5           | -                    | 0                    | 0                    | 23     | 14     |
| 1995    | Júbilo Iwata | J1 League | 34     | 31   | JP            | 0             | 0             | -                    | 0                    | 0                    | 34     | 31     |
| 1996    | Júbilo Iwata | J1 League | 23     | 15   | JP            | 8             | 3             | -                    | 0                    | 0                    | 31     | 18     |
| 1997    | Júbilo Iwata | J1 League | 11     | 3    | JP            | 2             | 1             | -                    | 0                    | 0                    | 13     | 4      |
| Celkem  | Celkem       | Celkem    | 503    | 156  | -             | 59            | 20            | -                    | 22                   | 7                    | 584    | 183    |

## Reprezentační kariéra
Za reprezentaci odehrál 16 utkání a vstřelil 7 branek. První utkání odehrál 31. března 1990 proti Švýcarsku (1:0). První branku vstřelil v prvním utkání na domácím šampionátu v roce 1990 proti Rakousku. Na šampionátu začínal z lavičky, pět branek vstřelil po sobě a na konci turnaje byl se šesti brankami nejlepší střelec turnaje, dostal se do nejlepší jedenáctky turnaje a byl dokonce vyhlášen nejlepším hráčem. Díky jeho brankám Itálie získala bronzovou medaili. Po turnaji dostával ještě šanci, ale přidal jen 8 utkání. Poslední zápas byl 25. září 1991 proti Bulharsku (1:2).

### Statistika na velkých turnajích
| Reprezentace | Rok  | Zápasy             | Zápasy | Zápasy    | Zápasy           | Zápasy           | Zápasy            |
| Reprezentace | Rok  | Fáze turnaje       | Datum  | Soupeř    | Odehraných minut | Vstřelené branky | Výsledek          |
| ------------ | ---- | ------------------ | ------ | --------- | ---------------- | ---------------- | ----------------- |
| Itálie       | 1990 | 1 zápas ve skupině | 9. 6.  | Rakousko  | 15               | 1                | 1:0               |
| Itálie       | 1990 | 2 zápas ve skupině | 14. 6. | USA       | 38               | 0                | 1:0               |
| Itálie       | 1990 | 3 zápas ve skupině | 19. 6. | ČSSR      | 90               | 1                | 2:0               |
| Itálie       | 1990 | Osmifinále         | 25. 6. | Uruguay   | 90               | 1                | 2:0               |
| Itálie       | 1990 | Čtvrtfinále        | 30. 6. | Irsko     | 90               | 1                | 1:0               |
| Itálie       | 1990 | Semifinále         | 3. 7.  | Argentina | 120              | 1                | 1:1 (3:4) na pen. |
| Itálie       | 1990 | O 3. místo         | 7. 7.  | Anglie    | 90               | 1                | 2:1               |

## Úspěchy

### Klubové
- 1× vítěz japonské ligy (1997)
- 1× vítěz italského poháru (1989/90)
- 2× vítěz Poháru UEFA (1989/90, 1993/94)

### Reprezentační
- 1× na MS (1990 – bronz)

### Individuální
- 1x stříbrný v anketě Zlatého míče - (1990)
- 1× nejlepší střelec MS (1990
- 1× All Stars Team na MS (1990)
- 1x nejlepší střelec 2. italské ligy (1988/89

### Vyznamenání
Řád zásluh o Italskou republiku (1991)